# Barak László
Barak László (Muzsla, 1953. szeptember 8. –) felvidéki költő, író, publicista, novellista, közíró.

## Életpályája
Szülei: Barak László és Egri Anna. 1969-1973 között a kassai Magyar Tannyelvű Gépipari Szakközépiskola diákja volt. Egyetemi tanulmányait a pozsonyi Comenius Egyetemen végezte 1975-1976 között.
1973-1977 között a pozsonyi Szabad Földműves szerkesztő-riportere volt. 1977-1989 között a Dunaszerdahelyi Népművelési Központ szerkesztője volt. 1985-2004 között a Magyar Írószövetség tagja volt. 1989-1993 között a Nap című hetilap főszerkesztő-helyettese, 1993-1995 között főszerkesztője volt. 1993 óta a Nap Kiadó igazgatója. 2007-től a Paraméter szlovákiai magyar internetes hírportál főszerkesztője, társtulajdonosa.

## Magánélete
1976-ban feleségül vette Andrejkovics Annát. Három gyermekük született; Bálint (1979), Eszter (1980), Dávid (1989).

## Főbb művei

### Önálló kötetei
- Sancho Panza szomorú (versek, 1981)
- Vízbe fúlt plakátok (versek, 1982)
- Szelíd pamflet (versek, 1987)
- Időbolt (gyermekversek, 1990, Madách Kiadó, Móra Kiadó)
- Inzultusok kora (versek, 1992)
- Adok neked valamit (versek, 1993)
- Micsoda kaland (gyermekversek, 1994)
- Titanic verzió (versek, 1996)
- Csapdában. Próza, publicisztika (1998)
- Időbolt (gyermekversek, 2000) (2. átdolgozott, bővített kiadás, Nap Kiadó)
- Úgyis kicsinálnak. Hétköznapi versek (2001)
- És ha mégis ringyó? (versek, 2002)
- Miféle szerzet vagy te? (válogatott versek, 2003)
- Meg volt ám szenvedve minden. Ötven év – ötven vers (válogatott versek, 2003)
- Retúr a pokolba (versek, 2005)
- Ne dudálj, küzdj! Válogatott publicisztikai írások 2001–2006 (publicisztika, 2006)
- Retúr do pekla (versek szlovák nyelven Macsovszky Péter fordításában, 2006)
- Barak László legszebb versei (versek, 2007)
- A halálnepper (versek, 2010)
- Hülyegyerekek drága játszmái. Közéleti publicisztika, 2007–2012; Nap, Dunaszerdahely, 2012
- Ne hidd, hogy mese! (gyermekversek, 2014)
- Én nem menni lakni külföld (versek, 2017)
- Africké dobrodružstvo (gyermekversek szlovák nyelven Ľubo Navrátil fordításában, 2019 Nap Kiadó)[1]
- Feedback – Karanténversek két IP-címre (versek Vida Gergellyel közösen, 2021 Books&Goods)[2]
- Arccal a falnak (versek, 2022 Kalligram)[3]

### Antológiákban
- A mullók városa (meseantológia, 1983)
- Hogyan kell repülni? (mese- és gyermekvers-antológia, 1986)
- Tűzpalota. Csehszlovákiai magyar költők szerelmes versei (1990)
- Szélén az országútnak. Csehszlovákiai magyar líra 1918–1988 (1990)
- Csodalámpás. Szlovákiai magyar költők gyermekversei (1998)
- Förtelmes kaszálógép. Szlovákiai magyar költők versei (2003)
- Zsé arca. Szlovákiai magyar szép versek (2004)
- A bámész civil. Szlovákiai magyar szép versek (2005)
- Szép versek (2005)
- Szlovákiai magyar szép versek 2006 (2006)
- Friss tinta. Kortárs gyermekvers-antológia (2006)
- Vámbéry Antológia 2007 (2007)
- Szlovákiai magyar szép irodalom 2008 (2008)

### Műfordításai
- Kárpátok éneke. Ukrán költők antológiája (1988)

## Díjai
- Forbáth Imre-díj (2003)
- Madách Imre-nívódíj (2006)
- Madách Imre-díj (2018)
- Forbáth Imre-díj (2018)
- Madách Imre-nívódíj (2023)
- Az Eurodram 2024-es pályázatának nyertese